# إيكاترينا ألكسندروفسكايا
إيكاترينا ديمترييفنا ألكسندروفسكايا (الروسية: Екатери́на Дми́триевна Алекса́ндровская) (1 كانون الثاني/يناير 2000 – 18 تموز/يوليو 2020) كانت متزلِّجَة روسيّة أستراليّة، حيثُ فازت معَ شريكها في التزلّج هارلي وندسور بجائزة تالين عام 2017 كما حازت على الميدالية البرونزية في كأس نيبيلهورن فضلًا عن ميدالية برونزية أخرى في بطولة للتزلّج في الولايات المتحدة لعام 2018، وهي بطلةُ أستراليا في التزلّج الوطني مرتين (2017 و2019). على مستوى الناشئين فقد كانت إيكاترينا بطلة العالم للناشئين لعام 2017، وبطلة نهائي سباق الجائزة الكبرى للصغار لعام 2017، وبطلة بطولة إستونيا للتزلّج لعام 2016، وبطلة بطولة بولندا للتزلّج لعام 2017.

## الحياة المُبكّرة
وُلدت أليكساندروفسكايا في الأول من كانون الثاني/يناير 2000 في العاصِمة الروسيّة موسكو. تُوفيَّ والدها في عام 2015، وأصبحت مواطنةً أستراليّةً في تشرين الأول/أكتوبر من عام 2017. عانت ألكساندروفسكايا من الاضطراب الاكتئابي كما بدأت رحلة علاجٍ مع مرضِ الصرع في كانون الثاني/يناير 2020.

## المسيرة الرياضيّة

### البداية
بدأت ألكساندروفسكايا تعلّم التزلج في عام 2004، وبعد مشاركتها في عددٍ من بطولات الناشئين كمتزلجة فرديّة خلال 2011-2012، قرَّرت المشاركة في بطولات ثنائي التزلّج مع فلاديسلاف ليسوي خلال موسم 2012-2013 ثمّ معَ ألكسندر إبيفانوف في 2014-2015 و2015-2016. ردًا على استفسارٍ من المدربَين الأستراليين أندريه وجالينا باكين، اقترحت مدربتها نينا موزير إجراء تجربةٍ بين أليكساندروفسكايا وهارلي وندسور في موسكو. بدأ الاثنان التزلج معًا في كانون الأول/ديسمبر 2015، وأثناءَ مراقبة التجارب والتداريب، اعتقدَ مدربا الثنائي أن المتزلجانِ سيقدمانِ مبارياتٍ جيّدة بسبب التقنيّة التي يتبعانها وبسببِ شكلي ونوعي الجسم المتناسقينِ تقريبًا. سمحت روسيا في نهايةِ المطاف للاعبتها ألكسندروفسكايا المشاركة مع المتزلّج الأسترالي وندسور بعد طلبٍ رسميّ من جمعيّة التزلج الأسترالية وبمساعدةٍ من مدربتها نينا موزير.

### موسم 2016–2017

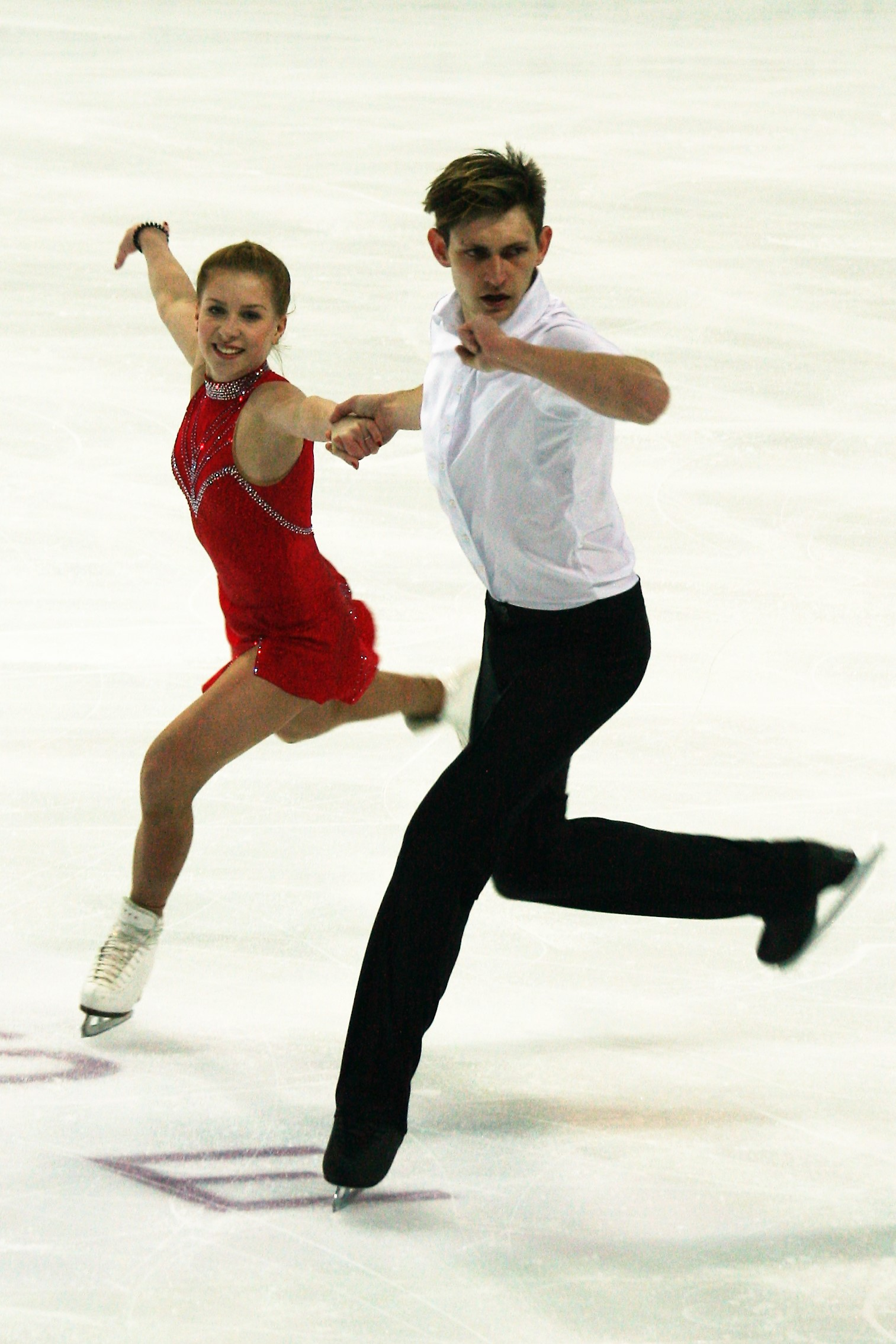
ألكسندروفسكايا رفقةَ وندسور في نهائي سباق الجائزة الكبرى في التزلج الفني على الجليد عام 2016-2017

خلال الموسم الأوّل تدرَّبت ألكساندروفسكايا ووندسور تحتَ إشرافِ المدرّب باتشين في سيدني وأندريه هيكالو ونينا موزير في موسكو. جاء ظهورهم الدولي الأول في أوائل أيلول/سبتمبر 2016 في سباق الجائزة الكبرى للناشئين في أوسترافا، جمهورية التشيك. احتلَّ الثنائي المركز السادس في المدى القصير والمركز التاسع في التزلج الحر فيما احتلَّا المركز الثامن في الترتيب العام. تنافسَ الاثنان في وقتٍ لاحقٍ من ذلك الشهر في سباق الجائزة الكبرى للناشئين في تالين، إستونيا، فحصلا على الميدالية الذهبية متفوقينَ على ثلاثي زوجي روسي بعد أن احتلَّا المركز الثالث في المدى القصير والأول في الحُر، وهو ما مكَّنهم من المشاركة ولو ضمن قائمة البدلاء أو الاحتياطيين في سباق الجائزة الكبرى للناشئين في مرسيليا، فرنسا.
ظهرت أليكساندروفسكايا/وندسور لأول مرة في تشرين الأول/أكتوبر 2016 في حدث سلسلة التحدي في كأس فنلنديا (بالإنجليزية: Challenger Series) حيث احتلَّ الثنائي المركز السادس حاصلينَ على الحد الأدنى من الدرجات الفنية للمنافسة في بطولات التزلج على الجليد رفيعة المستوى. احتلَّ الثنائي في كانون الأول/ديسمبر من نفسِ العام المركز الخامس في فرنسا في نهائي سباق الجائزة الكبرى للناشئين رغمَ استدعاؤهما كبديلٍ للثنائي الروسي إيكاترينا بوريسوفا/دميتري سوبوت. أُصيبَ وندسور بتمزّقٍ في وتر الرضفة في كانون الثاني/يناير 2017، لكنّه عاد سريعًا ونجحَ رفقة شريكتهِ في التزلّج في احتلالِ المركز الحادي عشر في بطولة القارات الأربع لعام 2017 في جانجنيونج، كوريا الجنوبية.
تنافست ألكساندروفسكايا/وندسور في آذار/مارس من نفس العام في بطولة العالم للناشئين 2017 في تايبيه، تايوان، حيثُ احتلَّا المركز الثالث في المدى القصير والثاني في التزلج الحر، وكانا في المركز الأول بشكل عام، متفوقين على أصحاب الميداليات الفضيّة الثنائي الروسي أليكساندرا بويكوفا/ديمتري كوزلوفسكي بفارق 2.05 نقطة. أصبحَا أول متزلجين يمثلانِ أستراليا يفوزانِ بميدالية ذهبية في إحدى بطولات التزلج على الجليد وأولّ ثنائي يُمثّل أستراليا يصعدُ على منصّة تتويج هذه البطولة منذ عام 1976، عندما حصلت إليزابيث كين/بيتر كاين على الميدالية البرونزية للأزواج. تنافسَ الثنائي بعد أسبوعين في بطولة العالم رفيعة المستوى التي أُقيمت في هلسنكي، فنلندا حيثُ شاركا في التزلّج الحر وأنهيا هذه المشاركة في المركزِ السادس عشر.

### موسم 2017–2018
احتلَّ الثنائي في أوائل أيلول/سبتمبر عام 2017 المركز الرابع في الجائزة الكبرى في التزلج الفني على الجليد في ريغا بدولة لاتفيا، وتنافسا في وقتٍ لاحقٍ من الشهر في كأس نيبيلهورن وذلكَ للحصول على فرصة التأهل النهائيّة لدورة الألعاب الأولمبية الشتوية 2018. احتلَّا المرتبة الرابعة في المدى القصير والمرتبة الثالثة في التزلج الحر، فحازَا على أول ميدالية دولية أولى (برونزيّة)، كما سمحت لهما نتيجتهما بأن يُصبحا أول متزلجان أستراليان يتنافسانِ في الألعاب الأولمبية منذ ظهور دانييل كار/ستيفن كار في دورة الألعاب الأولمبية الشتوية عام 1998.
احتلَّ الثنائي الروسي/الأسترالي في تشرين الأول/أكتوبر المركز الأول في سباق الجائزة الكبرى في التزلج الفني على الجليد في غدانسك بدولة بولندا حيثُ حصلا على الميدالية الذهبية وتأهلا لنهائي نفس البطولة في ناغويا باليابان. فازَ الثنائي بالميدالية الذهبية في النهائي، ليُصبحا أول ثنائي أسترالي يُتوَّج بهذه البطولة.
احتلَّت ألكسندروفسكايا/وندسور في كانون الثاني/يناير من عام 2018 المركز السادس في بطولة القارات الأربع 2018 في تايبيه، تايوان، فحصلا على ميدالية فضية صغيرة لأدائهم المتميّز في المدى القصير. مثَّل الاثنان في الشهرِ الموالي أستراليا في دورة الألعاب الأولمبية الشتوية 2018 في بيونغ تشانغ بكوريا الجنوبية، حيثُ احتلَّا المرتبة 18 في المدى القصير، ولم يكونا من بين 16 زوجًا تقدموا للمشاركةِ في التزلج الحر. مع ذلك فقد كانَ الثنائي أكثر نجاحًا في بطولة العالم لعام 2018 في ميلانو بإيطاليا، حيث احتلَّا المركز الخامس عشر في المدى القصير والمركز السادس عشر بشكل عام.

### موسم 2018–2019
انتقلت أليكساندروفسكايا/وندسور إلى مونتريال للتدريب مع المدربَين ريتشارد جوتييه وبرونو ماركوت. على الرغم من بداية الموسم بميدالية برونزية في بطولة أمريكا للتزلّج (2018)، إلا أن هذه الخطوة لم تكن ناجحة بشكل عام، حيثُ عانى الاثنان من مشاكل متعلّقة بالصحة واللياقة البدنية، فاحتلَّا المركز السادس في كأس نيبيلهورن نسخة عام 2018، ثم ظهرا لأول مرة في سباق الجائزة الكبرى حيث احتلا المركز السابع من ثمانية فرق في كل من بطولة سكيت كندا الدولية وكأس روستيليكوم. أُصيبَ وندسور بالتهابٍ مزمنٍ في القدم ما أجبرَ أليكساندروفسكايا على التغيّب عن بطولة القارات الأربع وبطولة العالم.

### موسم 2019–2020
بعد موسمهم غير الناجح، عاد الثنائي ألكساندروفسكايا/وندسور إلى سيدني، وانضمَّ إليهما هناك المدرب السابق أندريه هيكالو. بعد أشهر من التجارب، عُثرَ على حلٍّ لالتهاب قدم وندسور ما سمحَ لهم باستئنافِ التدريب على الجليد. احتلَّ الثنائي المركز التاسع في كأس نيبيلهورن نسخة 2019، ثم المركز السابع في بطولة سكيت كندا الدولية.
انسحبَا من بطولة وارسو لعام 2019، كما لم يتنافسَا في بطولة أستراليا للتزلج على الجليد للموسم، وعلى الرغم من إدراجهم في فريق بطولة القارات الأربع للتزلج على الجليد لعام 2020، فقد انسحبَ الثنائي أيضًا من تلك المنافسة، وأعلن وندسور انفصالهم رسميًا بسببِ المشاكل الصحيّة التي ألمَّت بألكساندروفسكايا. أفادَ مدرب الثنائي كيكالو لاحقًا أن اللاعبة الروسيّة/الأستراليّة أُصيبت بنوبة صرعٍ في أوائل كانون الثاني/يناير مما أدى إلى انسحابها كليًا من البطولات.

## الوفاة
تُوفيَّت أليكساندروفسكايا في 18 تموز/يوليو من عام 2020 بعد أن قَفزت من نافذة منزلها في العاصِمة موسكو، في حالة انتحارٍ مشتبهٍ بها، تاركةً ورائها ملاحظةً كَتبتْ عليها باللّغة الروسيّة «Люблю» والتي تعني «أَنَا أُحِبُّ».

## إحصائيات

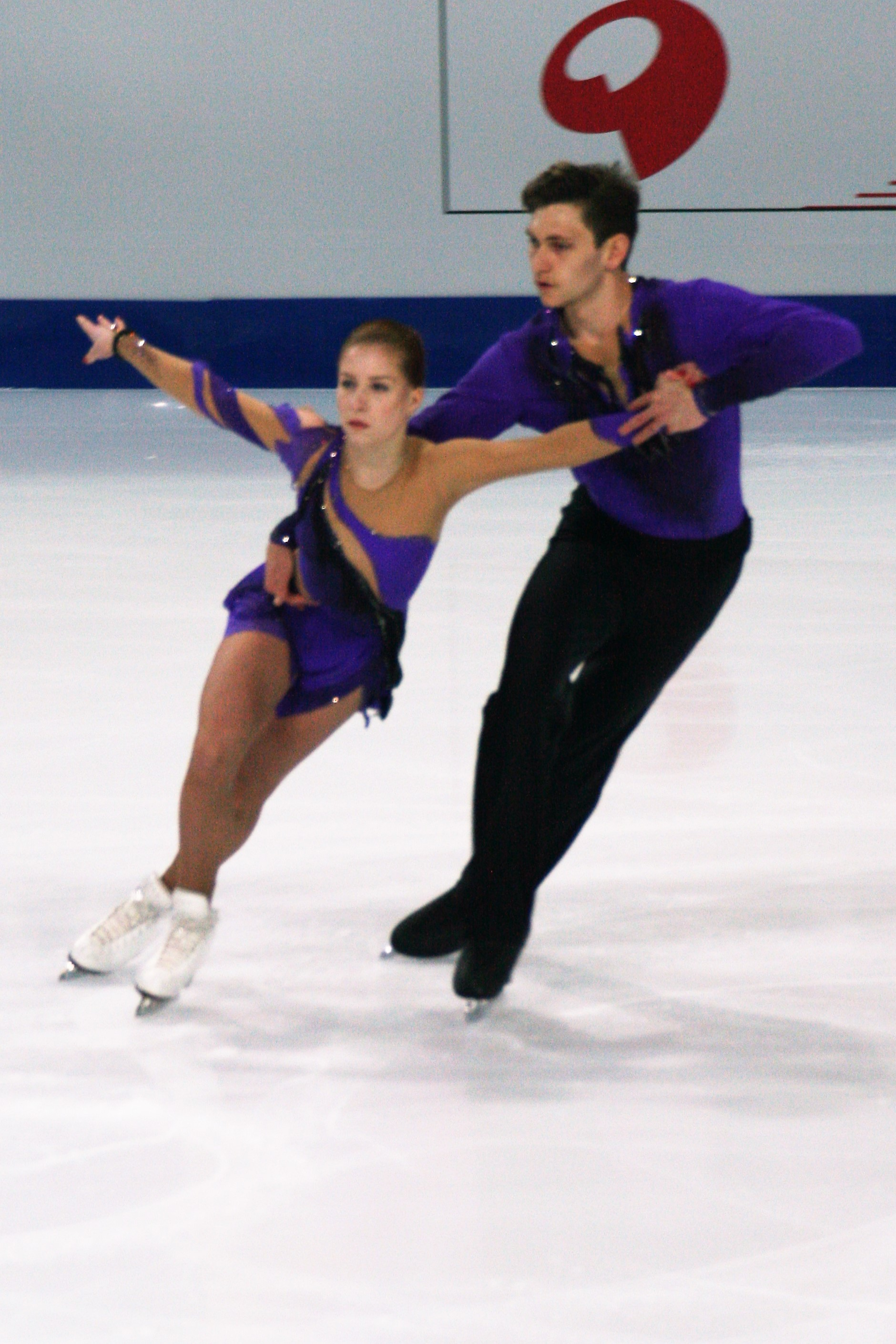
الثنائي ألكسندروفسكايا/وندسور في نهائي سباق الجائزة الكبرى للناشئين موسم 2016–2017

| الإحصائيات                                             | الإحصائيات | الإحصائيات | الإحصائيات | الإحصائيات |
| البطولة                                                | 16–17      | 17–18      | 18–19      | 19–20      |
| ------------------------------------------------------ | ---------- | ---------- | ---------- | ---------- |
| دورة الألعاب الأولمبيّة                                 |            | الثامن عشر |            |            |
| بطولة العالم للتزلج على الجليد                         | السادس عشر | السادس عشر |            |            |
| بطولة أربع قارات للتزلّج على الجليد                     | الحادي عشر | السادس     | انسحاب     | انسحاب     |
| كأس روستيليكوم                                         |            |            | السابع     |            |
| سكيت أمريكا                                            |            |            |            | السابع     |
| سكيت كندا                                              |            |            | السابع     |            |
| كأس فنلنديا                                            | السادس     |            | السادس     |            |
| كأس نيبيلهورن                                          |            | الثالث     |            | التاسع     |
| كأس تالين                                              |            | الأول      |            |            |
| البطولة الكلاسيكية الأمريكية الدولية للتزلج على الجليد |            |            | الثالث     |            |
| كأس وارسو                                              | انسحاب     |            |            | انسحاب     |
| كوب نيس                                                |            |            |            |            |
| عالميًا: بطولات الناشئين                                |            |            |            |            |
| بطولة الناشئين                                         | الأول      |            |            |            |
| سباق الجائزة الكبرى للناشئين                           | الخامس     | الأول      |            |            |
| سباق الجائزة الكبرى للناشئين في جمهورية التشيك         | الثامن     |            |            |            |
| سباق الجائزة الكبرى للناشئين في إستونيا                | الأول      |            |            |            |
| سباق الجائزة الكبرى للناشئين في لاتفيا                 |            | الرابع     |            |            |
| سباق الجائزة الكبرى للناشئين في بولندا                 |            | الأول      |            |            |
| على المستوى العالَمي                                    |            |            |            |            |
| بطولة أستراليا للتزلّج على الجليد                       | الأول      |            | الأول      |            |